# Чен Бао-хуа
Чен Бао-хуа (2 мая 1937, Пекин — 14 февраля 2008, Бахчисарай, АР Крым) — крымский композитор и музыкальный педагог китайского происхождения. Заслуженный деятель искусств Украины (2007). Почётный гражданин Бахчисарая (2005).

## Биография
Родился 2 мая 1937 года в Пекине в семье химика. Музыкой стал заниматься с шестилетнего возраста у профессора Перовского из Санкт-Петербурга — вначале обучался игре на скрипке, затем композиторскому мастерству. Учился в Пекинской консерватории. Во времена Мао Цзэдуна семью Чен Бао объявили «врагами народа», а его самого, 21-летнего, отправили на шестилетнее трудовое перевоспитание. Будущему композитору пришлось нелегально перебраться через Благовещенск в Советский Союз и попросить политическое убежище.
В 1964 году начал трудовую деятельность преподавателем по классу скрипки и дирижёром симфонического оркестра детской музыкальной школы в Благовещенске. Получил физико-математическое образование. Работал во Владивостоке главным инженером конструкторского бюро. Там же познакомился со своей будущей женой, Аллой Геннадиевной Головлёвой, студенткой музучилища. В 1966 году поступил в Новосибирскую консерваторию на теоретико-композиторский факультет, которую окончил с отличием в 1972 году (класс композиции профессора Г. Н. Иванова, теория — профессора Ю. Г. Кона). Вместе с женой уехал к её родителям в Симферополь, а потом в Бахчисарай. С 1972 по 1990 год преподавал композицию и сольфеджио в Бахчисарайской детской музыкальной школе. В 1976 году стал членом Союза композиторов СССР.
После реабилитации семьи часто бывал на родине с лекциями и мастер-классами в консерваториях Пекина, Шанхая и Тяньцзиня. Благодаря Чен Бао более 40 китайских студентов смогли обучаться в консерваториях Украины.
Скоропостижно скончался 14 февраля 2008 года.

### Семья
Жена — Алла Геннадиевна Головлёва (род. 1939), заслуженный работник культуры Республики Крым (2015), ведущий преподаватель по классу фортепиано Бахчисарайской детской музыкальной школы. 
- Сын — Игорь Баович Чен, выпускник Бахчисарайской ДМШ, где позже и преподавал[7][8].

## Творчество
Автор более чем 60 фортепианных произведений, произведений для скрипки и других инструментов, в том числе восьми симфоний, пяти симфонических поэм и восьми инструментальных концертов. Более ста сочинений композитора изданы в Киеве и Москве, на Московском радио созданы фондовые записи. Писал музыку для детской и юношеской аудитории, часто обращался к пентатонике. Теоретические труды композитора посвящены семантике музыкального языка и языковой интонации. По словам украинского музыковеда Леси Олейник, «Его [Чен Бао-хуа] музыка является уникальным преломлением китайской культуры сквозь систему европейского композиторского мышления».
Произведения Чен Бао-хуа исполняли: Национальный академический оркестр Украины, Симфонический оркестр Национальной филармонии Украины, Государственный симфонический оркестр, Симфонический оркестр Крымской филармонии, Национальный заслуженный академический оркестр Украины, Луганский симфонический оркестр и Симфонический оркестр Киевского радио и телевидения.

## Общественная деятельность
- Член Союза композиторов СССР
- Член Крымской организации Национального союза композиторов Украины
- Член правления Крымского союза композиторов[7]
- Член комиссии по прослушиванию симфонической музыки в Украине[2]

## Награды и звания
- Дипломант Международного конкурса композиторов (Шанхай, 1987)[3]
- Премия Автономной Республики Крым за 2000 год в области музыки и исполнительского мастерства (2001)[10]
- Почётный гражданин г. Бахчисарая (2005)[3]
- Премия имени Виктора Косенко (2006) — за «Японскую  тетрадь», посвящённую памяти жертв атомной бомбардировки Хиросимы и Нагасаки[2]
- Благодарность Председателя Совета министров Автономной Республики Крым (2007)[11]
- Заслуженный деятель искусств Украины (2007)[12]
- Пожизненная государственная стипендия выдающимся деятелям культуры и искусства (2007)[13]
- Победитель конкурса, посвящённого памяти А. С. Караманова (2007)
- Премия «Золотая фортуна»[14]

## Память
- Второй музыкальный фестиваль «Дни музыки композиторов Крыма» (Керчь, 23—26 апреля 2008 года) был посвящён памяти Чен Бао-хуа[15]
- Мемориальная доска на здании Бахчисарайской детской музыкальной школы[16]
- С 2014 года на базе Бахчисарайской детской музыкальной школы проводится Республиканский конкурс молодых исполнителей-пианистов памяти Чен Бао-хуа[4]